# Берлин, Хелен
Хелен Берлин (англ. Helen Berlin; 27 октября 1906, Филадельфия — 24 ноября 2002, Холливуд, штат Флорида) — американская скрипачка.
Начала заниматься на скрипке в пятилетнем возрасте, в дальнейшем окончила Джульярдскую школу, ученица Павла Коханьского, Павла Стасевича и Рубина Голдмарка. В 1926 году выиграла конкурс молодых исполнителей к 150-летию США, проводившийся Национальной федерацией музыкальных клубов, а в 1928 году — Наумбурговский конкурс молодых исполнителей. В дальнейшем играла в Филадельфийском оркестре, Симфоническом оркестре NBC, Индианаполисском симфоническом оркестре (концертмейстер) и наконец в Нью-Йоркском филармоническом оркестре, в составе которого в 1970-е годы приняла участие в гастрольных выступлениях в Копенгагене, Хельсинки, Ленинграде и Москве.